# جایزه طراحی خوب (موزه هنر مدرن)

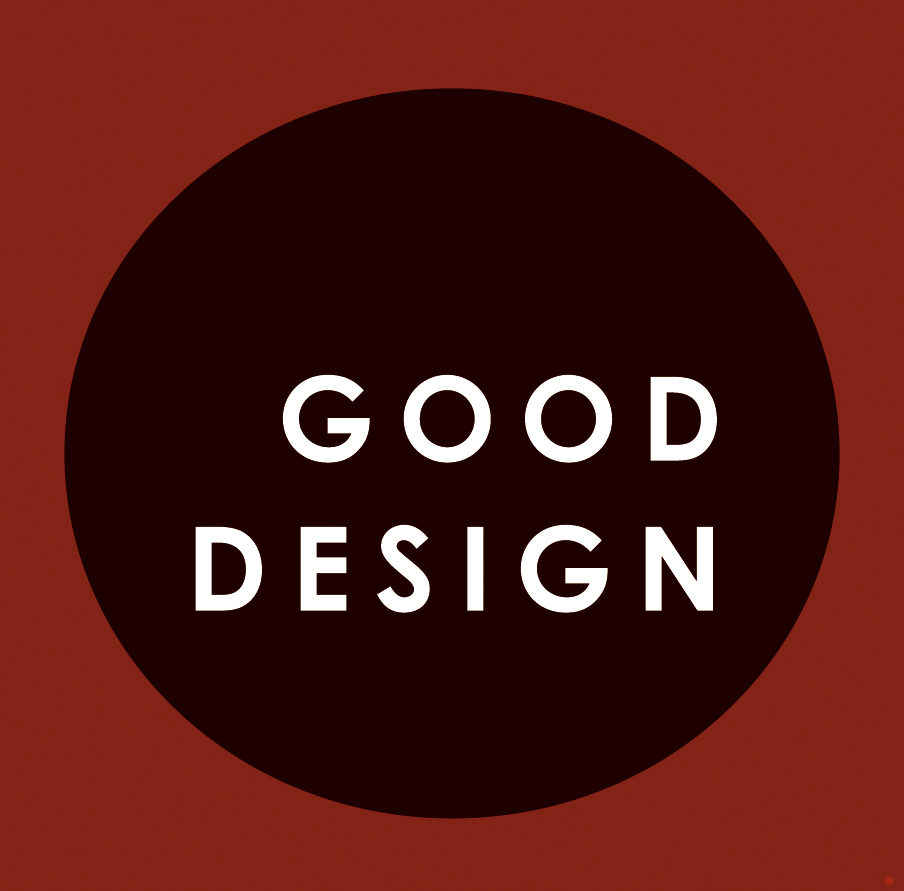
نشان طراحی خوب، ایجاد شده توسط مورتون و میلی گلدشول برای موزه هنر مدرن

مجموعه نمایشگاه طراحی خوب (به انگلیسی: Good Design exhibition series) یک برنامۀ طراحی صنعتی بود که توسط موزۀ هنر مدرن (ام‌اوام‌ای) در نیویورک، با همکاری مرچنتایز مارت در شیکاگو، بین سال‌های ۱۹۵۰ و ۱۹۵۵ میلادی برگزار شد. با وجود اطلاعات نادرست که خلاف آن را نشان می‌دهد، هیچ جایزه ای به طراحانی که آثارشان در این نمایشگاه‌ها به نمایش گذاشته شده بود، اعطا نشد.

## تاریخچه
مجموعۀ نمایشگاهی طراحی خوب توسط ادگار کافمن، جونیور که در آن زمان مدیر بخش طراحی صنعتی موزۀ هنر مدرن بود، رهبری شد. پیشینیان این مجموعه، دو مجموعۀ نمایشگاهی دیگر در زمینۀ طراحی مدرنیستی بودند، از جمله مجموعه‌ای که با اشیاء مفید زیر ۵ دلار (بعدها حداکثر قیمت به ۱۰ دلار و در نهایت ۱۰۰ دلار افزایش یافت) شروع شد، و دیگری مجموعه‌ای از مسابقات بین‌المللی طراحی. توافقی برای راه‌اندازی مجموعۀ نمایشگاه‌های طراحی خوب بین رنه د'هارنونکورت، مدیر موزۀ هنر مدرن، و والاس او. اولمن، مدیر کل مرچنتایز مارت منعقد شد. طراحی خوب دارای پنج نسخه بود:
- اولین نمایشگاه طراحی خوب، از ۲۱ نوامبر ۱۹۵۰ تا ۲۸ ژانویه ۱۹۵۱ میلادی برگزار شد[۱]
- دومین نمایشگاه طراحی خوب، از ۲۷ نوامبر ۱۹۵۱ تا ۲۷ ژانویه ۱۹۵۲ میلادی برگزار شد
- سومین نمایشگاه طراحی خوب، از ۲۳ سپتامبر تا ۳۰ نوامبر ۱۹۵۲ میلادی برگزار شد
- چهارمین نمایشگاه طراحی خوب، از ۲۲ سپتامبر تا ۲۹ نوامبر ۱۹۵۳ میلادی برگزار شد
- پنجمین نمایشگاه طراحی خوب، از ۸ فوریه تا ۲۰ مارس ۱۹۵۵ میلادی برگزار شد

موزۀ هنر مدرن یک برچسب دایره‌ای خوب طراحی کرد که توسط مورتون و میلی گلدشول از شیکاگو طراحی شده بود، که تولیدکنندگان محصولات انتخاب شده برای نمایشگاه می‌توانند از آن در تبلیغات و فروش استفاده کنند. مایکل کیملمن، منتقد نیویورک تایمز، این برچسب را «نسخه‌ای از مهر تأیید خانه‌داری خوب» نامید و آن را با تلاش‌های مؤسسات مشابهی مانند موزۀ ویکتوریا و آلبرت در بریتانیا یا باوهاوس در آلمان در ترویج طراحی مدرن مقایسه کرد.
از سال ۱۹۹۶ میلادی، انتخاب جایزۀ طراحی خوب توسط شیکاگو آتنائوم سازماندهی شده است.
موزۀ هنر مدرن نمایشگاه‌های گذشته‌نگر با نام طراحی خوب (۲۰۱۱ میلادی) و ارزش طراحی خوب (۲۰۱۹ میلادی) برگزار کرده است.
مؤسسه توسعه طراحی ژاپن همچنین از جایزۀ سالانه طراحی خوب حمایت می‌کند که با جایزۀ آمریکایی ارتباطی ندارد.

## افراد قابل توجه
- جوئل رابینسون (حدود ۱۹۲۳ میلادی - ؟)، طراح گرافیک، در نمایشگاه طراحی خوب موزۀ هنر مدرن در سال ۱۹۵۱ میلادی به نمایش گذاشته شد.[۴][۵]
- فلورانس نول، جایزۀ طراحی خوب ۱۹۵۰، ۱۹۵۳ میلادی.